# Gentil
Gentil, també molt més usualment Gentils en parlar d'un grup de persones (en llatí: Gentes, Gentiles o Graeci), (en hebreu: גויים, Goyim) i (en grec: ethne, ethnikoi o Hellenes) és una paraula llatina utilitzada a l'Antic i el Nou Testament indistintament per referir-se a la gent d'altres nacions diferents dels jueus. La base d'aquesta distinció és que, com a descendents d'Abraham, els jueus es consideren a si mateixos, ja abans de l'arribada de Crist, com el poble escollit per Déu. Atès que les nacions no jueves no professaven la religió jueva ni adoraven el mateix Déu i en termes generals tenien pràctiques considerades immorals, el terme Goyim (en hebreu: גויים) o Gentils és utilitzat àmpliament a la Bíblia amb un significat despectiu. A partir de la propagació del cristianisme, la paraula va passar a designar, en llenguatge teològic, aquells que no eren ni jueus ni cristians. Molt més tard la paraula s'ha continuat utilitzant, per exemple als Estats Units els mormons l'empren per referir-se a persones que no pertanyen a la seva congregació.

## Els 7 preceptes per a les nacions
Els Goyim són els descendents del profeta Noè. Aquestes persones han de complir les Set lleis dels fills de Noè, que són les lleis que Elohim va establir per a les nacions del Món. Aquelles persones que compleixen els 7 preceptes dels fills de Noè, segueixen una religió anomenada noahisme.